# 神籠石

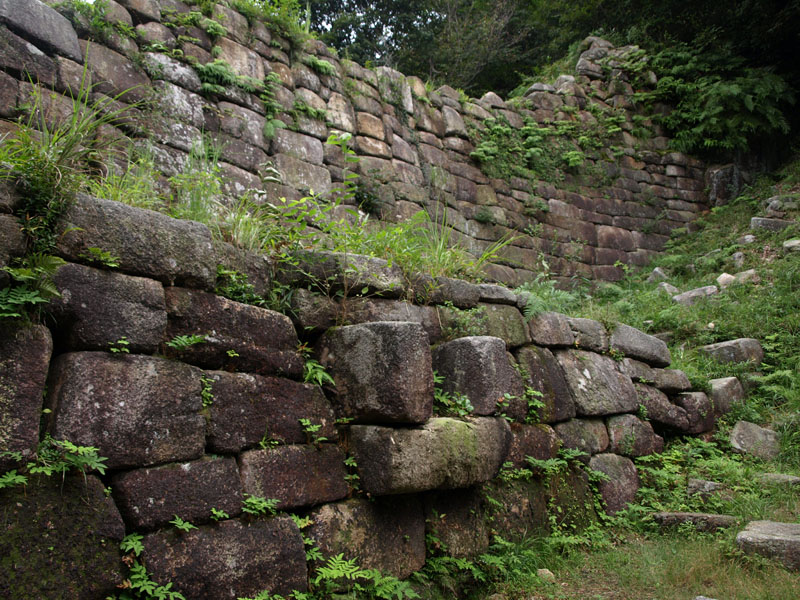
御所ヶ谷神籠石（福岡県行橋市）

神籠石（こうごいし）または神籠石式山城（こうごいししきやまじろ）は、九州地方から瀬戸内地方にある、石垣で区画した列石遺跡の総称。一般には『日本書紀』や『続日本紀』に記載がなく遺構でのみ存在が確認される山城を指す。

## 名称
神籠石は、当て字で皮籠石・交合石・皇后石などとも書き、「こうご」の本来の意味は分かっていない。本来高良大社の参道脇にある「馬蹄石」など、神の依り代となる岩石のことを指す名称であったが、近くにある列石（高良山では「八葉石塁」「八葉の石畳」と呼ばれていた）と混同して学会に報告されたため、列石遺構の方にこの名が付けられた。その後、他の類似した石積み遺構にも神籠石の名を冠するようになったが、命名の経緯からすれば明らかな誤りである。
文化財の指定名称としては、従来「唐原神籠石」と呼ばれていたものが2005年に「唐原山城跡」という名称で国の史跡に指定された例がある。既に「神籠石」という名称で指定されている史跡も今後改名される可能性がある。

## 発見と論争
神籠石が学会に発表されたのは、1898年（明治31年）に小林庄次郎が筑後・高良山神籠石を「霊地として神聖に保たれた地を区別したもの」として紹介したのが最初である。1900年（明治33年）に九州所在の神籠石を踏査した八木奬三郎が「城郭を除いては、他にこの類の大工事なかるべし」として城郭であることを主張したのに対し、喜田貞吉が神社を取り囲む聖域であると反論したことで、神籠石の性格について霊域説と城郭説との論争が展開された。
1963年（昭和38年）の佐賀県武雄市おつぼ山神籠石の発掘調査で、列石の背後にある版築によって築かれた土塁と、列石の前面に3m間隔で並ぶ掘立柱の痕跡が発見され、山城であることが確定的となった。

## 特徴
- 幾つかの谷を取り込み、山腹を取り囲む場所に立地する[6]。
- 標高200 ~ 400mの山頂から中腹にかけて数kmにわたって一辺が70cm位の切石（きりいし＝岩を割って作った石）による石積みを配列（列石）し[1]、その上部に版築による土塁を有する[6]。列石の配置は、山頂から平野部に斜めに構築する九州型と、山頂を鉢巻状に囲む瀬戸内型がある[7]。
- 谷を通過する場所に、数段の石積みを有する城門や水門を設けている[6]。
- 列石遺構の内部に、顕著な建物遺構が見られない[6]。
- 『日本書紀』持統天皇三年（689年）三月条にある「九月庚辰朔己丑 遣直廣参石上朝臣麿 直廣肆石川朝臣虫名等於筑紫 給送位記 且監新城」の「新城」との関連を指摘する意見もある[8]。

## 性格
古代山城の比定地にされることもあるが、築造主体など建設の経緯は一切不明である。
それぞれの神籠石の差異は大きい。御所ヶ谷のように「最初期形成時代以降にかなりの手が入っていると思われるもの」や、雷山のように「生活域、食料生産域と隔絶し、水の確保が難しく、籠城には向かず、祭祀遺跡との位置関係が特殊であるもの」、おつぼ山のように「稲作農耕地域の小丘陵に設置されているもの」など様々である。
現在まで、神籠石が何時頃作られたかも判明しておらず、成立年代は同じであったとしても、これほど様々に状況の違うものを現在的視点から総轄し暫定的に神籠石と総称している可能性もあり、おつぼ山の調査結果は「神籠石の中に山城として使われていたことがあるものもある」ことが確定しただけに過ぎない。生活域に近い神籠石の場合、遺構中からの発掘物が無批判に神籠石の性格を規定できるものではないのも当然である。
また、仮にこれらすべてが単純に古代山城であった場合でも、それらが戦略拠点たりえた状況を含めて、そのようなものが西日本の広範な地域に存在していること、現在までほとんど知られていなかったことは、大和王朝成立前後や、その過程の古代史を考える上で非常に重要なはずであるが、現代（21世紀初頭）の歴史研究を取り巻く環境の中で強い興味を持って捉えられることは少ないことから、歴史がどのように形成されていくのかを現代において知る極めて有効な事例であるとの声もある。
八木奘三郎は、古墳石室の構築法との比較から、神籠石の築造年代は推古朝（7世紀初）以前としている。鏡山猛は、列石前面の掘立柱穴の間隔が約3mで並んでおり、隋、唐代の大尺（一尺＝29.4cm）の十尺（2.94m）とほぼ等しいことから唐尺が使われた7世紀中頃以降の築造と主張したが、南朝の小尺（一尺＝24.5cm）でも十二尺（2.94m）とすると殆ど変らない値なので7世紀中頃以降の築造とする根拠はない。北部九州から瀬戸内沿岸にかけて、16箇所が知られる。

## 史跡指定
山城説と霊域説が対立したままであったが、古代の重要な遺跡であるのは間違いないので、昭和20年までに雷山・石城山・鹿毛馬の神籠石が、昭和20年代には御所ケ谷・高良山・女山・帯隈山の神籠石が史跡に指定された。その後、おつぼ山・杷木が史跡に指定されている。

## 神籠石一覧
| 名称                           | 読み                           | 所在地                                         | 備考                  |
| ------------------------------ | ------------------------------ | ---------------------------------------------- | --------------------- |
| おつぼ山神籠石                 |                                | 佐賀県武雄市橘町小野原                         | 史跡（国指定）        |
| 帯隈山神籠石                   | おぶくまやま                   | 佐賀県佐賀市久保泉町川久保町・神埼町西郷       | 史跡（国指定）        |
| 女山神籠石                     | ぞやま                         | 福岡県みやま市瀬高町大草字女山                 | 史跡（国指定）        |
| 高良山神籠石                   | こうらさん                     | 福岡県久留米市御井町高良山                     | 史跡（国指定）        |
| 雷山神籠石                     | らいざん                       | 福岡県糸島市雷山                               | 史跡（国指定）        |
| 鹿毛馬神籠石                   | かけのうま                     | 福岡県飯塚市鹿毛馬                             | 史跡（国指定）        |
| 御所ヶ谷神籠石                 | ごしょがたに                   | 福岡県行橋市津積・みやこ町勝山大久保・犀川木山 | 史跡（国指定）        |
| 杷木神籠石                     | はき                           | 福岡県朝倉市林田・穂坂                         | 史跡（国指定）        |
| 石城山神籠石                   | いわきさん                     | 山口県光市石城                                 | 史跡（国指定）        |
| 鬼城山城（鬼ノ城）             | おにのき（きのじょう）         | 岡山県総社市奥坂・黒尾                         | 史跡（国指定）        |
| 大迴小迴山城                   | おおめぐり・こめぐりやまじょう | 岡山県岡山市草ヶ部                             | 史跡（国指定）        |
| 永納山城                       | えいのうさんじょう             | 愛媛県西条市河原津                             | 史跡（国指定）        |
| 讃岐城山城                     | さぬききやまのき               | 香川県坂出市西庄町・府中町・川津町、飯山町     | 史跡（国指定）        |
| 播磨城山城                     | はりまきやまのき               | 兵庫県たつの市新宮町馬立・揖西町中垣内         |                       |
| 唐原山城                       | とうばる（たうばる）           | 福岡県築上郡上毛町下唐原・土佐井               | 史跡（国指定）        |
| 阿志岐城(旧名：宮地岳古代山城) | あしき                         | 福岡県筑紫野市阿志岐                           | 1999年発見 （蘆城か） |

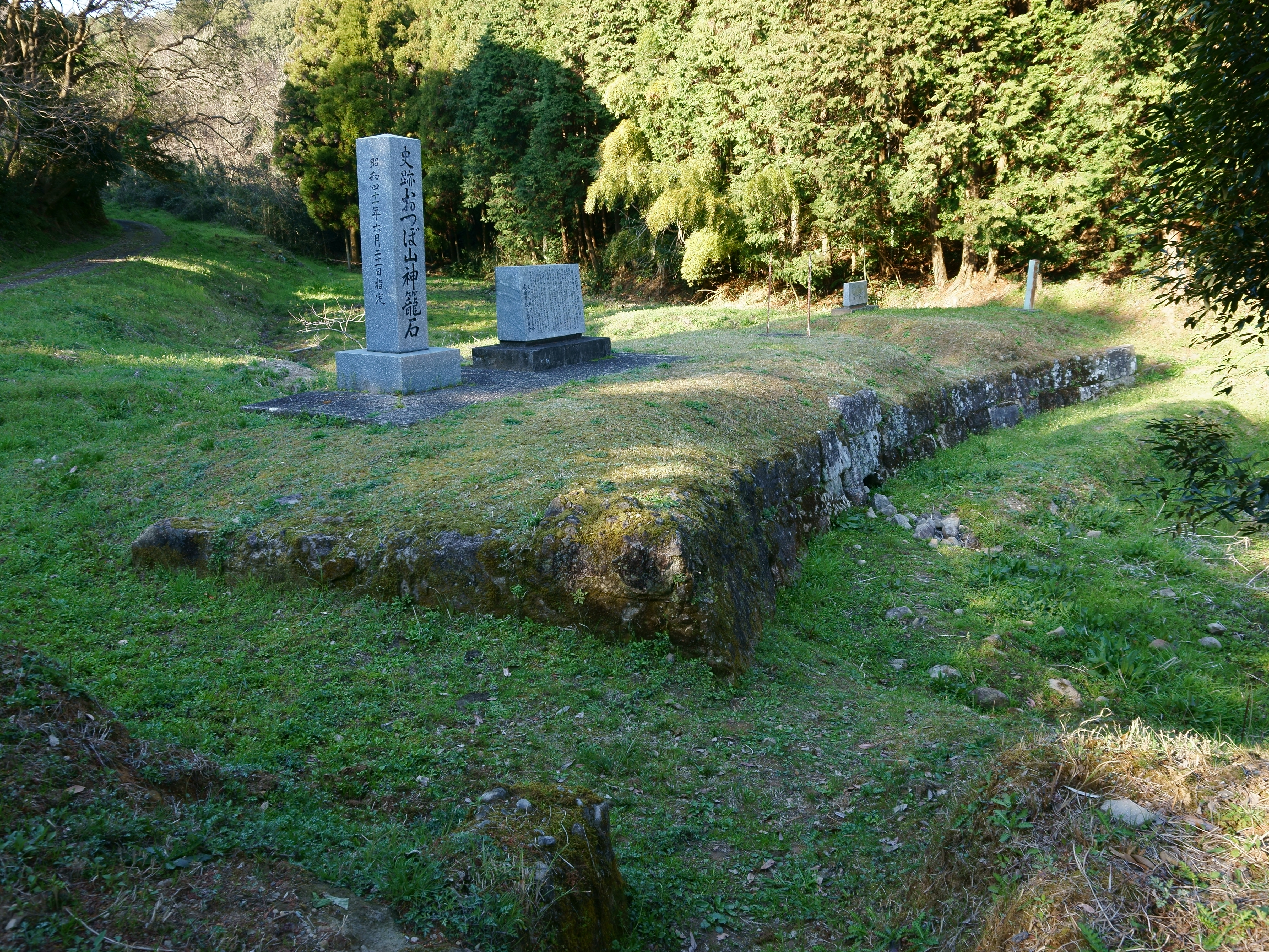
おつぼ山神籠石 (佐賀県武雄市)
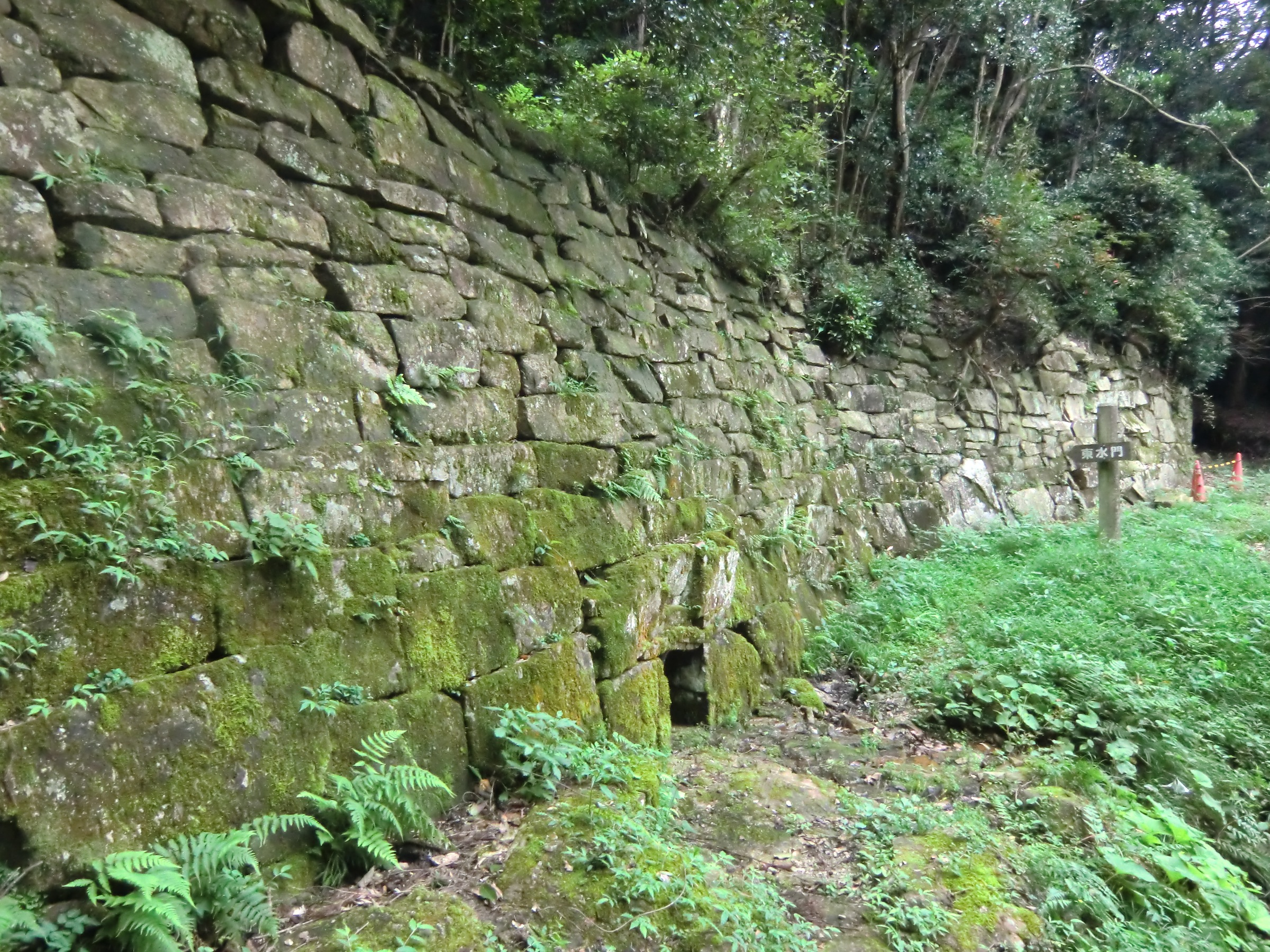
石城山神籠石（山口県光市）の東水門跡
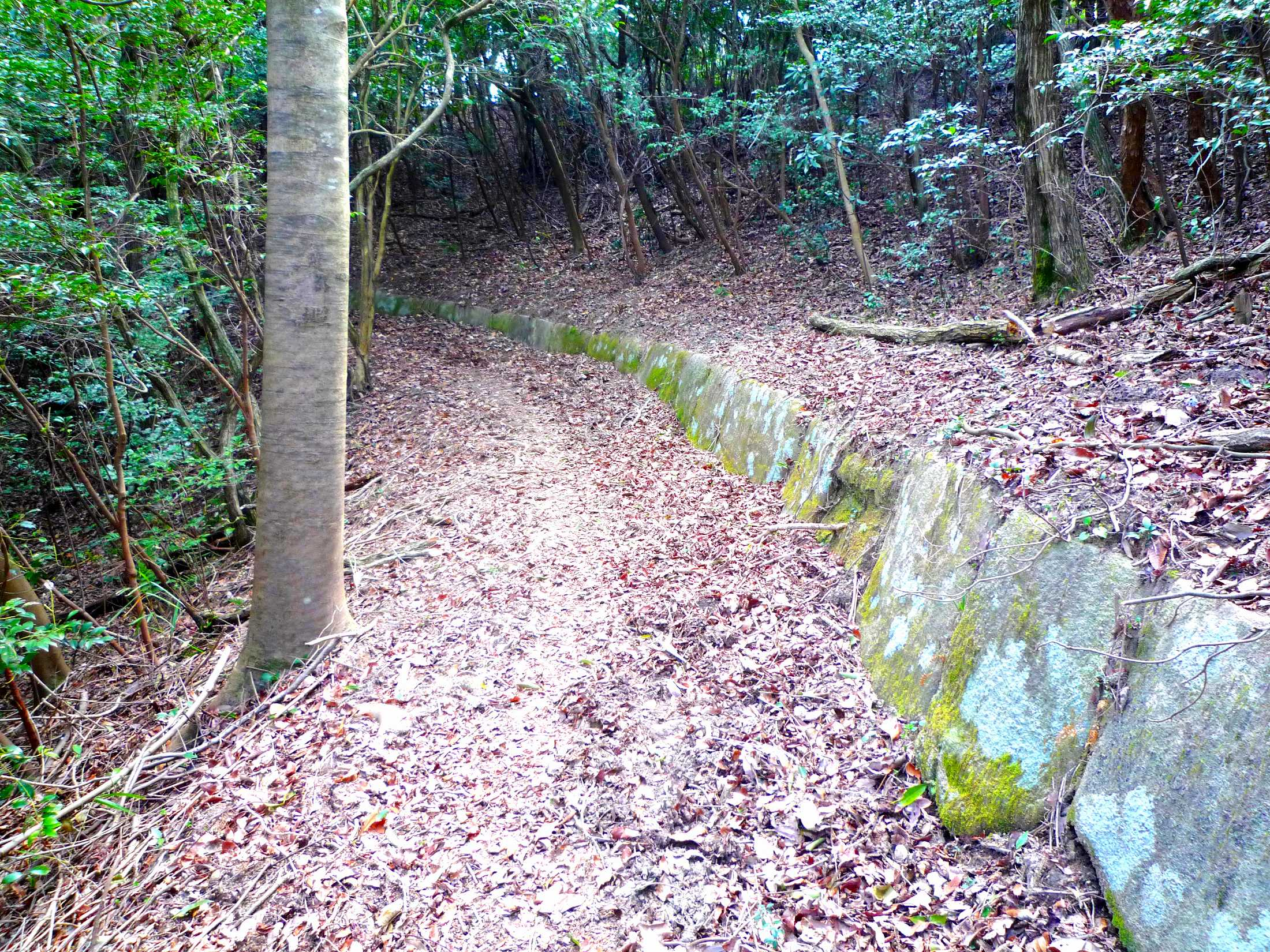
鹿毛馬神籠石（福岡県飯塚市）
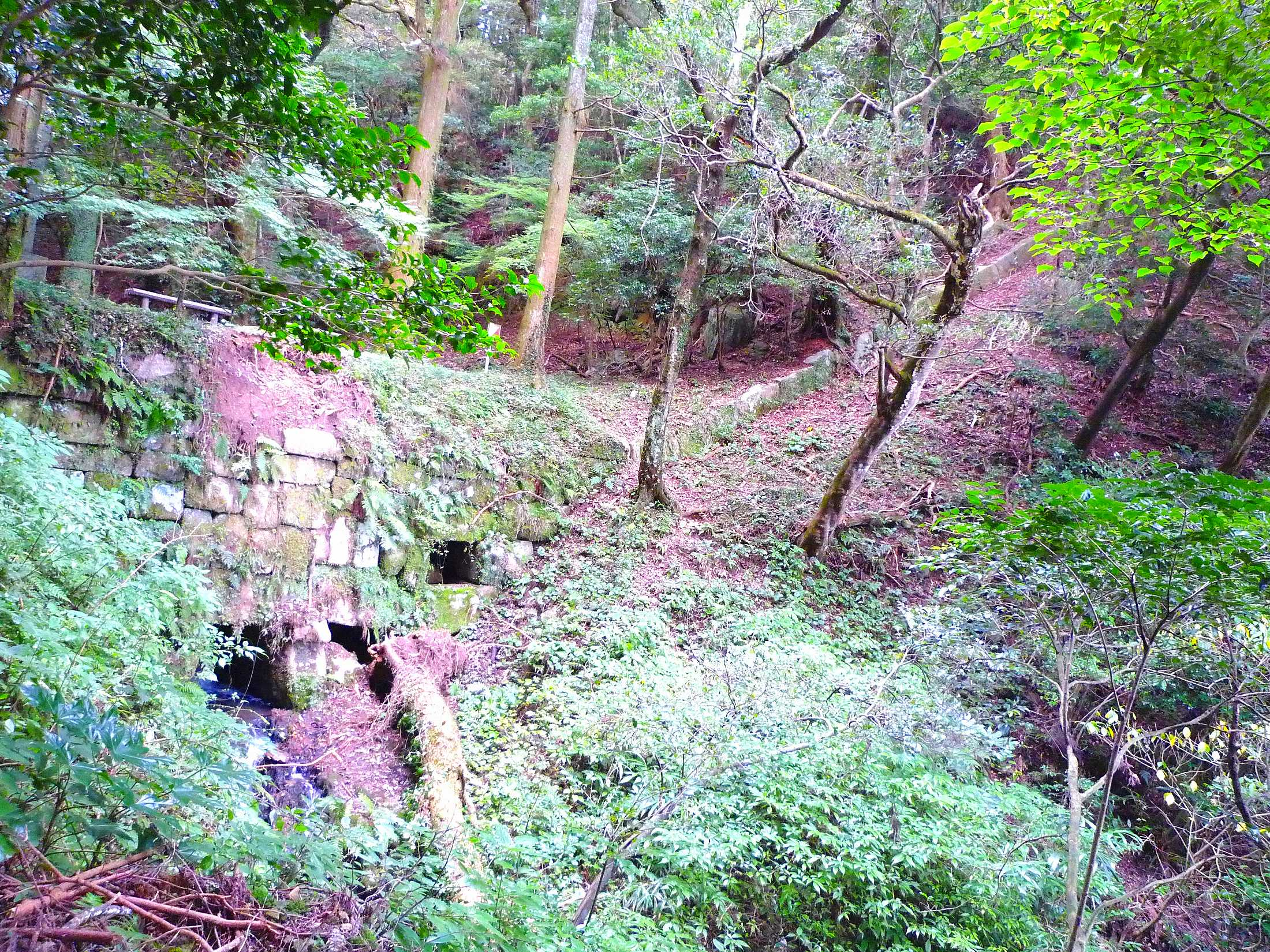
雷山神籠石、北水門と右上に延びる列石（福岡県糸島市）
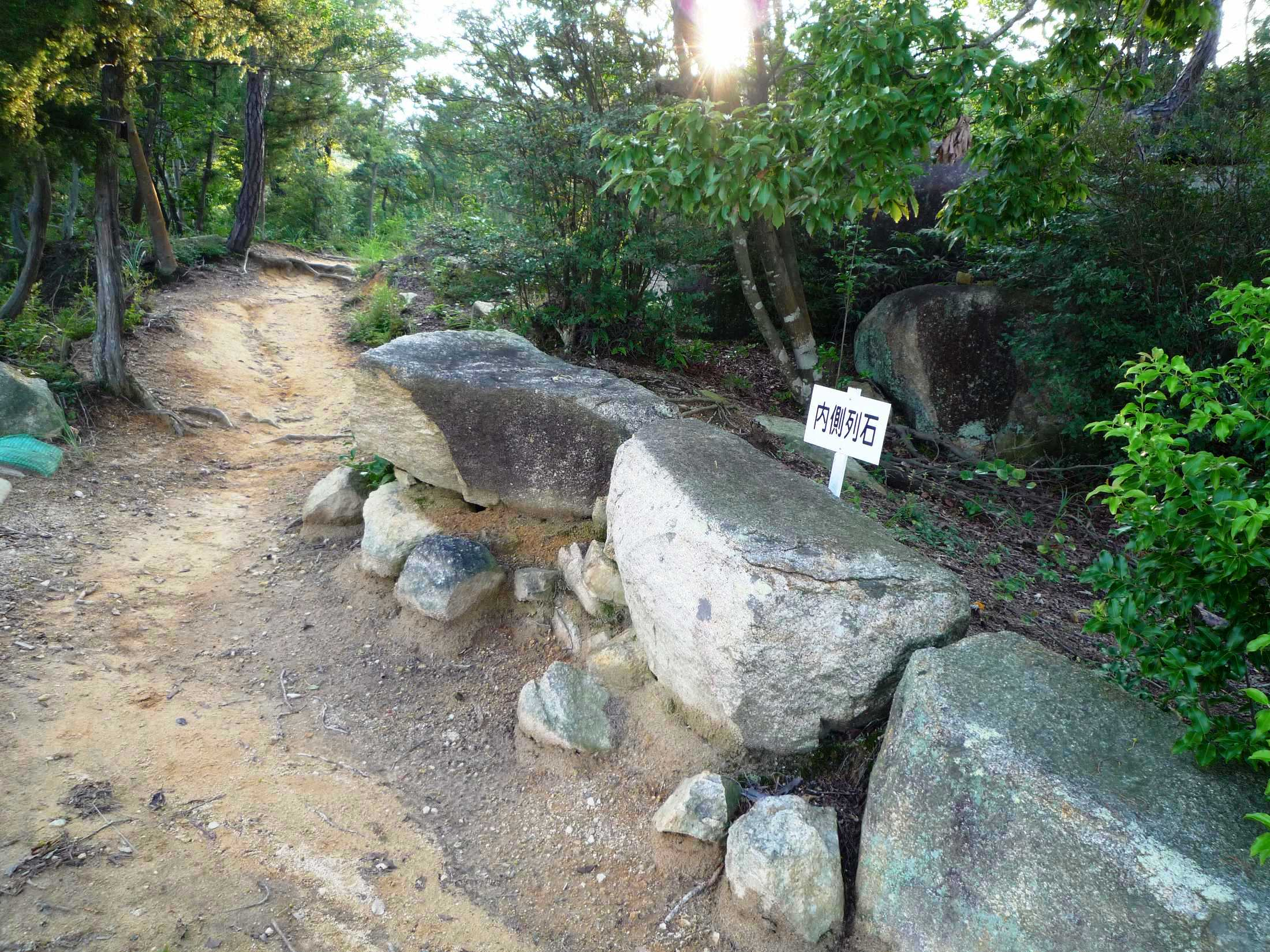
鬼ノ城神籠石、内側列石（岡山県総社市）